# Tudorella ferruginea
Tudorella ferruginea es una especie de gasterópodo prosobranquio terrestre, perteneciente a la familia Pomatiidae.

## Descripción
El cuerpo de este caracol es muy oscuro, la concha es de coloración violácea, cónica y troquiforme. El opérculo (la puerta) es del mismo color de la concha. Esta está conformada por una espiral de seis vueltas. Cada vuelta consta con líneas transversales, poco marcadas e irregulares. El ápice, (el punto donde acaban las espirales) generalmente es naranja, aunque individuos de esta especie pueden desarrollar este color. Estos animales miden de 9 a 11 milímetros de largo más 17 a 20 milímetros de altura.

## Hábitat y distribución
Esta especie presenta un endemismo de Mallorca y de Menorca aunque también se puede encontrar en la isla de Cabrera y en la isla Conejera. Este animal se encuentra en una gran variedad de bosques. Desde bosques frondosos entre la hojarasca a bosques más despejados, roquedales.